# Aristóteles Romero
Hermes Aristóteles Romero Espinoza (Calabozo, estado Guárico; 18 de octubre de 1995) es un futbolista venezolano. Juega de centrocampista en el Virtus Rosarno de la Serie D. Es internacional absoluto con la selección de Venezuela desde 2017.

## Clubes
| Club                        | País      | Año              | Partidos | Goles |
| --------------------------- | --------- | ---------------- | -------- | ----- |
| Carabobo                    | Venezuela | 2013-15          | 10       | 1     |
| Monagas (Cesión)            | Venezuela | 2015             | 0        | 0     |
| ACD Lara                    | Venezuela | 2015             | 21       | 1     |
| Carabobo                    | Venezuela | 2016             | 10       | 0     |
| Mineros de Guayana          | Venezuela | 2016-17          | 35       | 3     |
| Crotone                     | Italia    | 2017-18          | 7        | 0     |
| Ankaran Hrvatini (Cesión)   | Eslovenia | 2018             | 10       | 1     |
| Crotone                     | Italia    | 2018-19          | 3        | 0     |
| Rayo Majadahonda (Cesión)   | España    | 2019             | 5        | 0     |
| Partizán de Tirana (Cesión) | Albania   | 2019-20          | 19       | 0     |
| Crotone                     | Italia    | 2020-2021        | 2        | 0     |
| ACD Lara                    | Venezuela | 2022             | 2        | 0     |
| Partizán de Tirana          | Albania   | 2022-2023        | 2        | 0     |
| US Palmese                  | Italia    | 2024             | ?        | ?     |
| Nocerina Calcio             | Italia    | 2024             | ?        | ?     |
| Costa d’Amalfi FC           | Italia    | 2025             |          |       |
| Virtus Rosarno              | Italia    | 2025- Actualidad |          |       |

## Palmarés

### Campeonatos nacionales
| Título               | Club               | País    | Año       |
| -------------------- | ------------------ | ------- | --------- |
| Supercopa de Albania | Partizán de Tirana | Albania | 2019      |
| Superliga de Albania | Partizán de Tirana | Albania | 2022-2023 |